# بروباين
الپروپاين (الميثيلاسيتيلين) هو ألكاين له الصيغة الكيميائية CH3C≡CH. يتكون من غاز ماپ وهو متصاوغ مع الپروپادين (الألين)، والذي يُستخدم عادةً في اللحام بالغاز، وهو على العكس من الأسيتيلين يمكن أن يتم تكثيفه بأمان.

## وصلات خارجية
- NIST Chemistry WebBook page for propyne
- German Aerospace Center نسخة محفوظة 10 يناير 2006 على موقع واي باك مشين.
- Nova Chemicals
- CDC - NIOSH Pocket Guide to Chemical Hazards